# Oswald Ring
Oswald Ring (* 18. Januar 1935 in Pirmasens; † 7. Juni 2023) war ein deutscher Jurist und Medienmanager. Von 1988 bis 1998 war er Programmdirektor des Zweiten Deutschen Fernsehens.

## Leben und Karriere
Oswald Ring studierte ab 1954 Rechtswissenschaften in Mainz und Heidelberg sowie als Nebenfächer Geschichte und Soziologie. 1958 legte er das erste Staatsexamen ab, 1963 folgte das zweite Staatsexamen.
Am 1. Juni 1964 wurde er vom ZDF eingestellt und war dort im Justitiariat tätig. 1978 wurde Ring Leiter der Personalabteilung, die 1980 in die Hauptabteilung Personal umgewandelt wurde. In Personalunion leitete er die Geschäftsbereiche Honorare und Lizenzen. Außerdem war er ab 1983 stellvertretender Verwaltungsdirektor des Fernsehsenders. In dieser Zeit erwarb er sich einen Ruf als exzellenter Manager und Verwaltungsfachmann.
Zum 1. April 1988 wurde Ring, der zuvor nie im programmbildenden Bereich tätig war, überraschend neuer ZDF-Programmdirektor. 1989 erklärte er angesichts der aufkommenden Freizügigkeit im deutschen Fernsehen, das ZDF sehe keinen Anlass, „ein weitgehend auf das Subjekt Erotik ausgerichtetes Programm einzuführen“.

Während seiner Amtszeit sanken die Einschaltquoten bei jüngeren Zuschauern. Dieser Entwicklung konnte er nicht entgegensteuern, sodass sich Intendant Dieter Stolte 1998 entschied, Oswald Rings auslaufenden Vertrag nicht zu verlängern. Sein Nachfolger wurde Markus Schächter, der bisher die Hauptabteilung Programmplanung geleitet und bereits zuvor verstärkt Einfluss auf Stolte gewonnen hatte.
Oswald Ring starb am 7. Juni 2023 im Alter von 88 Jahren.

## Sonstiges
Thomas Bellut, von 2012 bis 2022 Intendant des ZDF, war von 1988 bis 1990 Oswald Rings persönlicher Referent.